# Кушетка Рекам'є

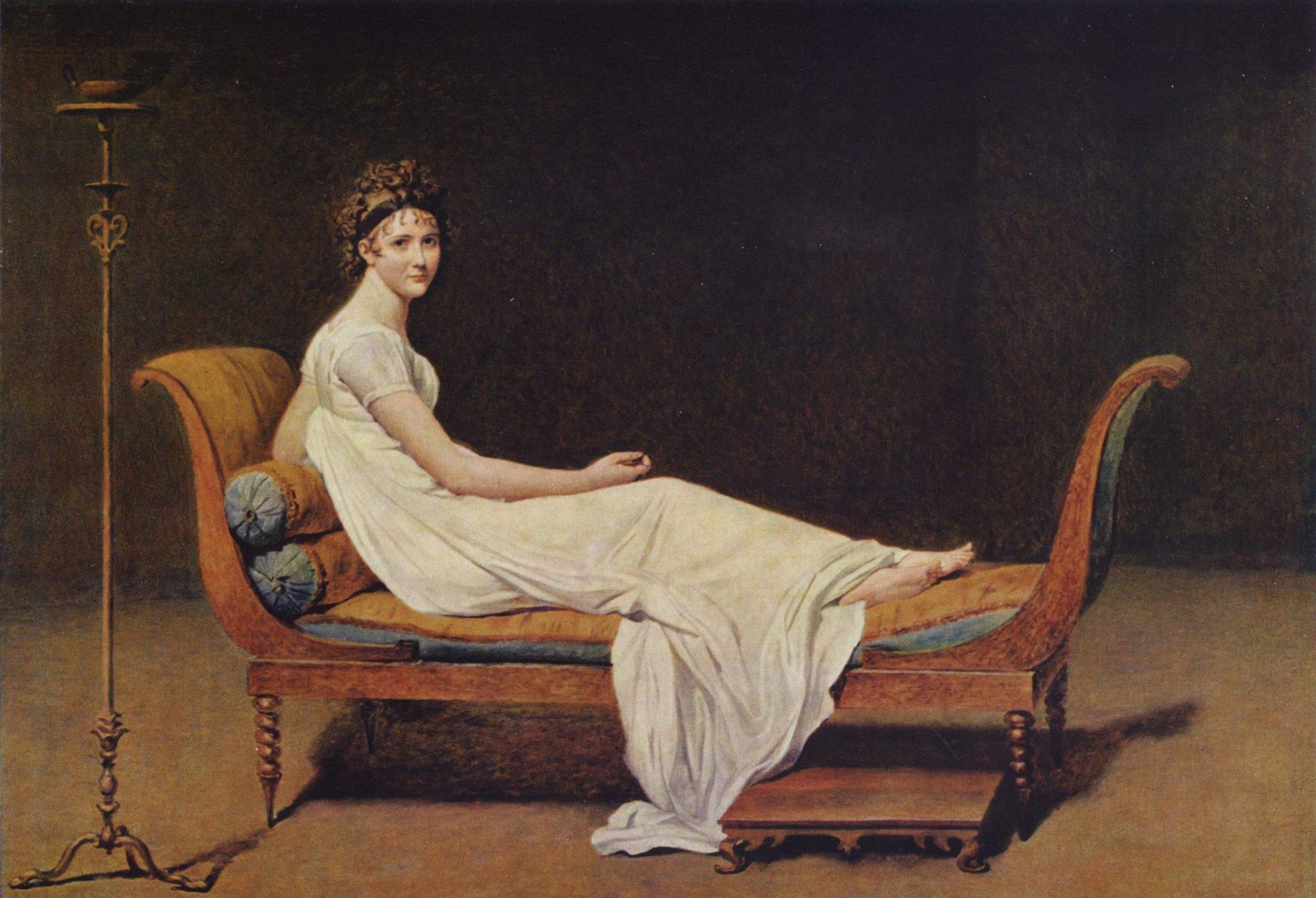
Жак-Луї Давид, «Жюлі Рекам'є на березі річки», 1800 р.

Кушетка Рекам'є, рідше канапа, також канапея Рекам'є або Рекам'єр (фр. Récamiere) — це спочатку комбінований сидячий і лежачий предмет меблів без спинки, але з вигнутими підлокітниками однакової висоти, який еволюціонував з шезлонга на початку 19-го століття.
Рекам'єр був названий на честь французької салонної художниці Жюлі Рекам'є (1777-1849) після того, як Жак-Луї Давид намалював її у стані відпочинку на ньому.
Цей термін використовується для опису меблів для сидіння, які не мають повної спинки або повних бокових спинок. Таким чином, це може бути предмет меблів зі спинкою, підлокітники якого лише позначені.